# Oepping
Oepping é um município da Áustria localizado no distrito de Rohrbach, no estado de Alta Áustria.